# Е йотированное
Ѥ, ѥ (Е йотированное, есть йотированный) — буква кириллических алфавитов некоторых старых письменных славянских языков, в частности старославянского, древнерусского и сербского извода церковнославянского. В старославянской кириллице 35-я по счету, построена как лигатура букв І и Є, выглядит как . В глаголице отсутствует (заменяется буквой для обычной Е), числового значения не имеет. В начале слов и после гласных означает сочетание звуков [je], после согласных (чаще всего л, н или р) — их смягчение и звук [e]. Собственного имени в кириллической азбуке не имеет, описательное название «Е йотированное» — условное.

Пример сербули, в которой широко употребляется буква «Е йотированное». XVII век

«Е йотированное» (выделено цветом) в болгарском гражданском шрифте и гражданском письме середины XIX века

В русском письме выходит из употребления в XV веке, но у южных славян доживает до эпохи книгопечатания и сохраняется в течение всей истории старой сербской печати (с конца XV века до 1638 года, когда в Венеции была напечатана последняя сербуля). В середине XIX века предпринималась попытка возродить использование этой буквы в болгарском языке, но такое правописание не закрепилось.
В русской письменности роль исчезавшего Ѥ перешла к одному из вариантов буквы Е, впоследствии ставшему сербской (позже упразднена), украинской и русинской буквой Є.
В современных типографских и компьютерных гражданских шрифтах обычно изображается как соединение знаков I и Є (). В шрифтах научных работ XIX века, а также в некоторых книгах болгарской гражданской печати середины того же века встречается в виде лигатур ІЕ, ıe (ꭡ).